# Juan Lozano
Juan Lozano Bohórquez (Coria del Río, 30 agosto 1955) è un ex calciatore spagnolo naturalizzato belga, di ruolo centrocampista.

## Carriera
Nato in Spagna, in tenera età si trasferisce però in Belgio. A metà degli anni settanta esordisce nella locale massima divisione con la maglia del Beerschot; nel 1979 conquista il suo primo trofeo, la Coppa del Belgio. Dopo una breve parentesi negli Stati Uniti nei Washington Diplomats, nel 1981 si accasa all'Anderlecht. Rimane qui fino alla vittoria della Coppa UEFA 1982-1983, ottenuta alla fine della doppia sfida col Benfica. Viene quindi ingaggiato dal Real Madrid, tra le cui file vince anche una Copa de la Liga e, in seguito alla vittoria in finale col Fehérvár, un'altra Coppa UEFA nel 1985. Torna quindi ad indossare la maglia bianco-malva, vincendo in questo secondo periodo due titoli e altrettante Coppe nazionali. Lasciata la squadra nel 1989 si ritira l'anno seguente, dopo aver militato anche nell'Eendracht Aalst.

## Palmarès

### Club

#### Competizioni nazionali
- Campionato belga: 2

Anderlecht: 1985-1986, 1986-1987
- Coppa del Belgio: 3

Beerschot: 1978-1979
Anderlecht: 1987-1988, 1988-1989
- Supercoppa del Belgio: 2

Anderlecht: 1985, 1987
- Coppa di Lega spagnola: 1

Real Madrid: 1985

#### Competizioni internazionali
- Coppa UEFA: 2

Anderlecht: 1982-1983
Real Madrid: 1984-1985